# Cerovački Galovići
Cerovački Galovići – wieś w Chorwacji, w żupanii karlowackiej, w mieście Duga Resa. W 2011 roku liczyła 60 mieszkańców.